# António José Seguro
António José Martins Seguro (Penamacor, 11 de marzo de 1962) es un profesor auxiliar y político portugués.
Estudió Organización y Gestión de Empresas en el Instituto Universitario de Lisboa, pero acabó licenciándose en Relaciones Internacionales en la Universidad Autónoma de Lisboa. Actualmente es profesor auxiliar de esa misma universidad.
Fue director del periódico A Verdade ou Mentira y llegó a secretario general de las Juventudes Socialistas, cargo que ocupó entre 1990 y 1994. Asimismo, fue diputado en la Asamblea de la República, entre 1991 y 1995, llegando a ocupar el puesto de ministro auxiliar al primer ministro de António Guterres entre 2001 y 2002. Anteriormente fue elegido eurodiputado (1999-2001) y coautor del Informe del Parlamento Europeo sobre el Tratado de Niza y el futuro de la Unión Europea). Entre 2002 y 2004 volvió a la Asamblea de la República donde presidió la Comisión de Educación y Ciencia. Actualmente es presidente de la Comisión de Asuntos Económicos, Innovación y Energía.
Fue elegido secretario general del Partido Socialista el 23 de julio de 2011 con 23 943 votos (67,98 %), frente a los 11 280 de su competidor, Francisco Assis.

## Cargos desempeñados
- Secretario general de Juventudes Socialistas de Portugal.
- Diputado de la Asamblea General de Portugal.
- Secretario de Estado de Juventud (1995-1997).
- Diputado en el Parlamento Europeo (1999-2001).[5]
- Vice primer ministro de Portugal (2001-2002).
- Diputado en la Asamblea de la República.
- Secretario general del Partido Socialista (2011-2014).